# رون تانر
رون تانر (متولد ۵ دسامبر ۱۹۵۳، سن دیگو، کالیفرنیا) نویسنده داستانی و غیرانتفاعی است و از سال ۱۹۹۱ تاکنون در دانشگاه لویولا مریلند استاد بوده‌است.

## زندگی‌نامه
تانر در کارولینای شمالی بزرگ شد اما همچنین در نیوجرسی و جزایر مارشال زندگی کرد. در بیست سالگی او یک موسیقیدان حرفه‌ای بود که در کالیفرنیا بازی می‌کرد. او در سال ۱۹۸۶ کارشناسی ارشد هنرهای زیبا را از کارگاه نویسندگان آیووا به دست آورد، جایی که او برای شرکت در تألیف مجموعه "۲۰ زیر ۳۰"، که شامل آن پتچت، لوری مور و دیوید لیویت بود، استخدام شد. تانر یک جوایز جیمز میچنر پس از فارغ‌التحصیلی را از انجمن کوپرنیک به دست آورد، سپس به تحصیل در رشته دکتری رفت. در ادبیات آمریکایی از دانشگاه ویسکانسین-میلواکی در سال ۱۹۸۹، جایی که او یکی از چهار دانشجوی دانشگاه بود.
تانر در سال ۱۹۹۱ به دانشکده نوشتن دانشگاه لویولا مریلند پیوست و در سه دوره هیئت رئیسه هیئت رئیسه هیئت رئیسه هیئت رئیسه بود از سال ۲۰۰۵ تا کنون، تانر به عنوان عضو هیئت مدیره و رئیس دو ساله انجمن نویسندگان و برنامه‌های نوشت خدمت کرده‌است. در حال حاضر او با همسرش در بالتیمور، مریلند زندگی می‌کند.

## نوشتن
کتاب تاندر «موشک بهشت» (۲۰۱۶) است. خاطراتی از خانه حیوانات تا خانه ما: داستان عشق (۲۰۱۲)؛ یک رمان بوسه من غریبه (۲۰۱۱)؛ یک کتابچه راهنمای، چرخ (۲۰۰۹)؛ و یک کتاب داستان کوتاه، تخت ناخن (۲۰۰۳). داستان و مقالات او در «نقد آویا»، «نقد و بررسی ادبیات ماساچوست»، «فصلنامه داستان»، «بخش غرب» و بسیاری دیگر، ظاهر شده‌است. تنر در حال حاضر به عنوان ویراستار کمک به مجله فراموش شده، شعبه غرب و مطبوعات پانچ را فشار دهید کار می‌کند.
موشک بهشت، یک رمان در جزایر مارشال، از جمله پایگاه موشکی آمریکا در کوجیالین، داستان چهار شخصیت اصلی آمریکا و مارشال را شرح می‌دهد. از مارس ۲۰۱۶، این رمان، مطبوعات و بررسی‌های بسیار مثبت را به دست آورده‌است. کرکوس این کتاب را ستایش کرد و اظهار داشت: "تم‌ها در اینجا گرمایش جهانی بزرگ، امپریالیسم، نقش آمریکا در جهان است (این داستان به زودی پس از رسوایی زندان ابوغریب تنظیم می‌شود). اما تانر یک لمس نور را نشان می‌دهد، که به گفتگوهای شفاف در مورد آموزش عالی کمک می‌کند. نتیجه برنده است.

## جوایز
جوایز تانر شامل جایزه (GS Chandra) و جایزه (Towson) در ادبیات برای یک تخت ناخن، جایزه (Pushcart)برای داستانی، جایزه چتربازی گرترود پرس برای داستانی، جایزه اول در داستانی از نامه‌های جدید، جایزه چارلز (Angoff) برای داستان، جوایز جک دایر برای داستانی، مدال طلای انجمن کویت فالکنر دزدان دریایی برای داستان کوتاه، بهترین جایزه وب، جایزه نوبل ادبیات جنوبی، بهترین جایزه غرب، کمک مالی هنر مریلند (دو بار)، و کمک‌های فراوانی از جمله جیمز میچنر کوپرنیک فدراسیون جامعه و یک فستیوال والتر داکین (کنفرانس نویسندگان سوانزی)، و نیز بسیاری از کمک‌های اقامت (مانند لدیگ خانه، یادو، مایکل کلنی و دیگران).
در سال ۲۰۱۴، تانر جایزه (Nachbahr) برای موفقیت برجسته در علوم انسانی در دانشگاه لویولا اهدا شد.

## پروژه داستان جزایر مارشال
در سال ۲۰۰۸، تانر از خدمات پارک ملی برای تهیه، ترجمه و حفظ داستان‌های شفاهی بزرگان مارشال در جزایر مارشال اهدا شد. این پروژه یک استاندارد در منطقه اقیانوس آرام برای آموزش مهارت‌های ارتباطی و مهارت‌های ارتباطی دانشجویان را تنظیم می‌کند. ترجمه داستان‌های شفاهی در سال ۲۰۱۴ تکمیل شد و در دسترس هستند. www.mistories.org

## پروژه حفاظت از آمریکا
محبوبیت خانه حیوانات از خانه ما با تانر همراه با جوامع تاریخی و گروه‌های حفاظت از معماری در مقیاس ملی و در سال ۲۰۱۳ منجر به کارگردانی او در پروژه حفاظت از آمریکا شد (http://preservationamerica.org)، آرشیو آنلاین ویدئو مستندسازی حفظ ساختمان‌های تاریخی و خانه‌ها در ایالات متحده این پروژه در حال انجام است، در نتیجه یک کتاب در مورد آمریکایی‌هایی که خانه‌ها و ساختمان‌های تاریخی را حفظ و بازگردانده اند، هدف قرار دادن "آگاهی بیشتر مردم از حفظ محلی، منطقه ای و ملی ابتکارات.